# Alberto Zilocchi
Alberto Zilocchi (Bergamo, 1931 – 1991) è stato un pittore italiano.

## Biografia

### L’avanguardia milanese, il Manifesto del Bar Giamaica e Azimut
Alberto Zilocchi trascorre gli anni della formazione a Bergamo, dove si diploma come perito chimico tintore. Compie i primi passi della sua attività artistica nell’ambito della pittura informale e verso la metà degli anni ’50 frequenta l'avanguardia di Milano. Conosce Piero Manzoni e quel gruppo di giovani pittori che si riuniscono al Bar Giamaica, storico punto di ritrovo di intellettuali e artisti nel cuore di Brera. Il 9 novembre 1957 – insieme a Piero Manzoni, Guido Biasi, Aldo Calvi, Silvio Pasotti, Antonio Recalcati, Ettore Sordini e Angelo Verga – firma il Manifesto del Bar Giamaica: in cui affermavano la loro “inequivocabile presenza nel Mondo dell’Arte e della Cultura“ e l'arrivo della “pittura d’avanguardia“, in contrapposizione allo “squallido artigianato tradizionalista, privo di interesse e consistenza” con l’intento di rivendicare il proprio ruolo di primo piano sulla scena contemporanea in aperta polemica con la milanese Galleria San Fedele, accusata di fornire un’immagine distorta del panorama artistico organizzando esposizioni arretrate e tradizionaliste. 
Questi giovani movimenti artistici milanesi portarono, da quel momento e negli anni successivi, la Pittura d’avanguardia ad affermarsi in Italia e in Europa, come testimoniano in particolare le 13 esposizioni organizzate nella Galleria Azimut di via Clerici 5 a Milano fondata da Piero Manzoni e da Enrico Castellani. La prima esposizione iniziò il 4 Dicembre 1959 e l’ultima il 21 Luglio 1960. Alberto Zilocchi partecipò alla prima mostra collettiva – e seconda mostra in termini temporali della Galleria - inaugurata il 22 Dicembre 1959 e terminata il 3 Gennaio 1960 accanto a Manzoni, Anceschi, Boriani, Castellani, Colombo, Dadamaino, Devecchi, Mari e Massironi. 
In questo periodo Zilocchi entra, quindi, in contatto, tra gli altri, con Enrico Castellani, Agostino Bonalumi e Lucio Fontana, con il quale esporrà nel 1960 alla Galleria della Torre di Bergamo. Alla fine degli anni 50, Alberto fu anche uno dei principali artisti animatori del Gruppo Bergamo, che comprendeva 17 artisti. In questi anni la sua attività si estende anche al campo teatrale: nel 1959 realizza i bozzetti per le scenografie dell’opera di Rubino Profeta La Nascita della primavera, messa in scena al Teatro Donizetti di Bergamo. 

Parallelamente alla sua attività artistica, Zilocchi lavora come insegnante di disegno presso varie scuole della provincia bergamasca (Lovere, Sarnico, Trescore B.) e dal 1969 diventa docente di ruolo presso il Liceo Artistico di Bergamo. 

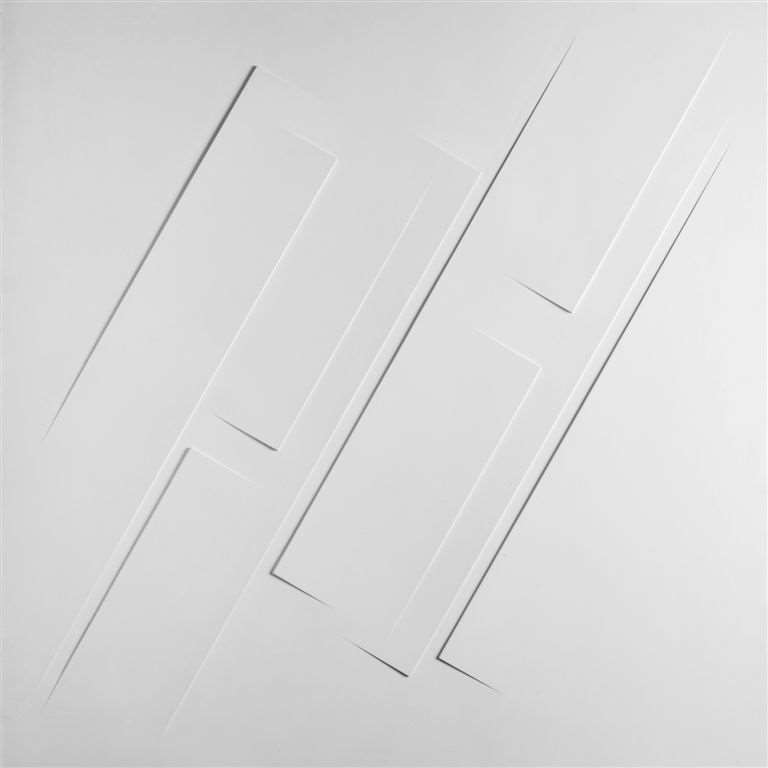
Alberto Zilocchi, "Rilievo" (1973), estroflessioni e acrilico su tavola con telaio in legno, 100x100 cm

### Il Gruppo Zero e iRilievi
Negli anni ’60 Zilocchi si avvicina al Gruppo Zero di Düsseldorf, fondato da Otto Piene, Heinz Mack e Gunther Uecker, uno dei movimenti più innovativi sorto in Europa a cavallo tra i due decenni ’50 e ’60, decisivo nella ridefinizione del termine di arte contemporanea. In Zero si trovarono infatti tutti insieme gli avanguardisti provenienti da esperienze diverse (cinetiche, programmatiche, optical, analitica, gli esponenti dei Gruppi N, T, Nul, Grav e soprattutto Azimuth), tutte proiettate al superamento dalla tradizione pittorica, che trovò il grado zero nell'uso innovativo del monocromo e poi nella sperimentazione di nuovi materiali (inserti di plastica, metallo, superfici riflettenti, materiali sintetici) per esaltare la luce, il movimento (effetti dinamici e dispositivi motori) e lo spazio intesi come soggetto e medium dell'opera. 
È in questo contesto che Alberto Zilocchi realizza i suoi monocromi chiamati Rilievi, tavole monocrome dipinte solo in bianco acrilico opaco, con estroflessioni geometriche spesse solo pochi millimetri che creano sulle superfici del quadro sfumature di luci e ombre: «Ho usato come mezzo espressivo quello che tradizionalmente viene chiamato basso-rilievo» – spiega Zilocchi – «da una superficie, generalmente quadrata, faccio nascere dei rilievi che creano dei pieni e dei vuoti ordinati secondo un sistema numerico. Pieni e vuoti sono usati non in funzione decorativa ma costruttiva, per creare cioè una contrapposizione di forme che nascono da una superficie a dettare uno spazio».

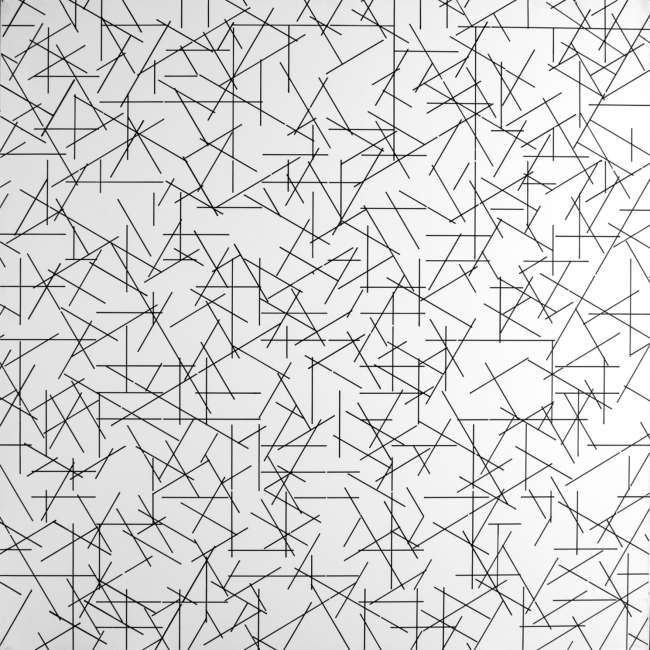
Alberto Zilocchi, "Linee" (1980), pennino Graphos Rotring e inchiostro su tela ad acrilico bianco applicata su tavola, 80x80 cm

### Partecipazione di Alberto Zilocchi al IAFKG - Internationaler Arbeitskreis für Konstruktive Gestaltung
Negli anni ’70 Zilocchi partecipa a diverse esposizioni in tutta Europa ed entra in contatto dal 1972 con il Movimento nord-europeo di Arte Concettuale Costruttivista Concreta: «Il mio interesse in questo momento è puntato maggiormente sul campo abbastanza vago tra Arte Concreta e Concettuale, dove il procedimento creativo è almeno altrettanto importante quanto il risultato estetico finale» dichiara Zilocchi, che diventa fondatore e membro attivo del Centro internazionale di Studi d’Arte Costruttiva (Internationaler Arbeitskreis für Konstruktive Gestaltung - IAFKG ) costituito col simposio fondativo di Anversa del 1976.
Accanto ai Rilievi che Zilocchi produrrà per tutti gli anni '70, l'artista inizia in questa fase la produzione del ciclo delle Linee che porterà avanti per tutti gli anni ’80: carte o tele applicate su tavole (molto spesso quadrate), nelle quali il bianco di fondo è solcato da tratti neri di spessore e frequenza variabile. In ogni composizione un rigido schema geometrico di partenza viene poi rotto dall’artista secondo un’anomalia introdotta da un elemento casuale: il lancio di un dado o un’estrazione a sorte determinano l’aumento di lunghezza delle righe o il loro spessore. «Il caso ha molta più fantasia di noi» amava ripetere Zilocchi, il cui obiettivo non era introdurre il disordine in una struttura ordinata, bensì accostare e far dialogare tra loro un ordine logico e un ordine casuale. 
"Tutto il mio lavoro è basato su un principio: compio il minor numero possibile di scelte arbitrarie e lascio che il processo determini il risultato. Altra costante presente nel mio lavoro è che il processo non è esplicito, trasparente, ma, pur essendo intuibile, è difficilmente decifrabile. Nel lavoro che presento sviluppo le permutazioni di 4 numeri 1,2,3,4 rappresentati da quattro segmenti di retta di lunghezza appunto 1,2,3,4. Quindi 24 possibilità permutative. Poiché lavoro su una superficie quadrata e ripeto l'operazione sui quattro lati, con l'unica variante di aumentare l'angolo di incidenza con il lato del quadrato, ne risulta una sovrapposizione di quattro sistemi simili che si combinano ulteriormente tra loro." racconta Alberto Zilocchi a proposito di alcuni suoi lavori sulle linee.
Nel 1980 viene invitato alla mostra Konstruktive Kunst und Architektur alla Kunsthaus di Amburgo: in questi anni Zilocchi è interessato in modo particolare al problema della collaborazione tra artista e architetto e partecipa a progettazioni con lo studio di architettura bergamasco Reina-Spini. Nel progetto di coordinamento del quartiere Clementina di Bergamo, le sue Linee diventano le maglie di partenza di una struttura urbana dai ritmi imprevedibili: «La collaborazione dell’artista con l’architetto avviene, di solito, a livello sovrastrutturale: l’artista compie il suo intervento di make-up senza superare i vecchi schemi della decorazione. Nel nostro caso, la collaborazione inizia già a livello metodologico. […] La maglia nasce dalla sovrapposizione di due sistemi, uno logico e l’altro aleatorio; la non integrabilità dei due sistemi provoca una coesistenza di impressioni antitetiche: statico-dinamico, simmetrico-asimmetrico, monotono-vario».
L'Internationaler Arbeitskreis für Konstruktive Gestaltung operò dal 1972 al 1988 e in questi anni, oltre a innumerevoli mostre collettive e personali, organizzò i seguenti simposi in tutta Europa:
- 200x200 Antwerp - Belgio e Bonn - Germania (1976)
- On the Concept of Series Varese - Italia (1977)
- Theorie und Praxis der konstruktiven Kunst heute Schloss Buchberg - Austria (1979)
- Transformation on paper Motovun - Yugoslavia (1979)
- Konstructive Kunst und Architektur Amburgo - Germania (1980)
- Nature - Structure - Construction Kemi - Finlandia (1983)
- Kunstrasse Rhon Kleinhassen Fulda - Germania (1986)

### La riscoperta di Alberto Zilocchi
Alla morte di Alberto Zilocchi, avvenuta nel 1991, i suoi lavori vengono chiusi in un caveau, dove rimangono per venticinque anni fino a quando le ricerche del collezionista milanese Maurizio de Palma, in stretta collaborazione con la famiglia di Zilocchi, danno il via a un lavoro di riscoperta dell’artista bergamasco e alla costituzione di un archivio a lui intitolato. Nel 2016 uno stand di Artefiera Bologna (sezione Solo Show) è interamente dedicato ad Alberto Zilocchi. Lo stesso anno, la Galleria Spazio Testoni di Bologna organizza una sua retrospettiva. Recentemente, la riscoperta dell'artista ha destato l'interesse della giornalista free lance Lucia Rossi, che ha provveduto alla stesura della biografia di Alberto Zilocchi in un'opera dal titolo "Il bianco è la luce di tutti i colori. La riscoperta di Alberto Zilocchi". 
La riscoperta dell'Artista è stata accompagnata da numerose mostre ed esposizioni che lo hanno visto come protagonista. Ricordiamo "RILIEVI E LINEE” – MOSTRA PERSONALE PRESSO WERKSTATTGALERIE DI BERLINO – DAL 10.12.16 AL 05.01.17 ; “WORKS ON PAPER “ – MOSTRA COLLETTIVA DI OPERE SU CARTA PRESSO GALLERIA SPAZIO TESTONI DI BOLOGNA.

## L'archivio Alberto Zilocchi a Milano
L'archivio Alberto Zilocchi è stato costituito a Milano nel 2016 per valorizzare e promuovere l'attività artistica di Alberto Zilocchi (Bergamo, 1931 - 1991). L'archivio conserva cataloghi, foto e materiale che documentano l'attività dell'artista; collabora attivamente con gallerie, musei e curatori per organizzare iniziative espositive e culturali; tutela le opere dell'artista fungendo da unico referente per il rilascio di autentiche e per la catalogazione delle sue opere; studia e approfondisce l'attività artistica di Alberto Zilocchi per preservarla e diffonderla. L'Archivio Alberto Zilocchi è associato all'Associazione Italiana Archivi D'Artista - AITART, con sede a Milano presso il Museo del '900.

## Opere nei musei
- Bergamo, GAMeC - Galleria Arte Moderna e Contemporanea: Composizione astratta (Rilievo), 1969 e Composizione astratta (Rilievo), 1970.
- Genova, Museo di Arte Contemporanea Villa Croce, Collezione Cernuschi-Ghiringhelli: Cross I, 1972; K 331, 1973; Z 28, 1974; C.R. 2, 1981.
- Vienna, MUMOK – Museum of Modern Art Ludwig Foundation, Collezione Dieter und Gertraud Bogner: Senza titolo, 1979.